# 端恪皇贵妃
端恪皇贵妃（1844年12月3日—1910年5月7日），中國清朝女性皇族。佟佳氏，滿洲镶黄旗人。頭等侍衛裕祥之女。清朝咸丰帝之皇貴妃，清朝唯一一位历经五朝的皇贵妃。

## 家世
她出身的镶黄旗满洲佟佳氏佟国纲一支是清初著名的旗人勋旧世家。順治帝孝康章皇后、康熙帝孝懿仁皇后和悫惠皇贵妃，以及道光帝孝慎成皇后也出自這一支，门第非同凡響。她甚至是处于世家大宗的身份，堂兄三等公堃林尚咸豐帝弟惇勤亲王奕誴的第五女为妻。

## 生平
佟佳氏於道光二十四年十月二十四日（1844年12月3日），在金陵（今南京）出生。咸豐八年（1858年）二月初三日奉硃批，「头等侍卫裕祥之女著封为祺嫔，候补员外郎桂祥之女著封为玉贵人，均于三月二十五日进内，钦此。」根据内务府《鸿称通用》里的记载，“祺”字的满文意思为为“福分”、“福祉”。同年十二月二十四日，承乾宮祺嬪接冊。
祺嬪冊文：
冊文曰。朕惟依椒掖以襄勤。端惟淑德。啟芝函而錫命。渥沛榮施。象服允宜。龍章聿賁。爾佟佳氏、秉心維粹。率禮無違。彤管流徽。夙著女之望。紫庭備位。愛資婦職之修。茲冊爾為祺嬪。爾其備著芳規。矢恪恭於罔懈。式膺茂典。歌福履之永綏。欽哉。
咸豐十一年 (1861年) 十月初十日，同治帝晉尊皇考大行皇帝祺嬪晉封為皇考祺妃。同治元年二月，內務府為道光帝和咸豐帝妃嬪安排會親，定於二月十一日，祺妃和玟妃會親，會親時間從早上卯時至傍晚酉時，祺妃在承乾宮與裕誠之妻、裕誠之第八女第九女、廣林之妻會親。

根据清宫医案记载，守寡之后的佟佳氏大体上还算健康，但是分别患过风温咽痛、郁症、血风疮等病症。其中郁症尤其引人注意。想到她在十八岁便开始守寡，患上这种病症似乎也合情合理。
祺妃冊文 又諭、皇考大行皇帝妃嬪。承侍宮闈。恪恭淑慎。均宜加崇位號。以表尊榮。麗妃侍奉皇考有年。誕育大公主。謹尊封為麗皇貴妃。婉嬪晉封為婉妃。祺嬪晉封為祺妃。玫嬪晉封為玫妃。璷貴人晉封為璷嬪。容貴人晉封為容嬪。璹貴人晉封為璹嬪。玉貴人晉封為玉嬪。吉貴人晉封為吉嬪。禧貴人晉封為禧嬪。慶貴人晉封為慶嬪。所有應行事宜。著該衙門察例具奏。
同治十三年（1874年）十一月十六日，光緒帝尊封為皇考祺貴妃。
貴妃冊文
又諭、朕奉慈安端裕康慶皇太后慈禧端佑康頤皇太后懿旨。麗皇貴妃等位。侍奉文宗顯皇帝。均稱淑慎。麗皇貴妃著封為麗皇貴太妃。婉妃著封為婉貴妃。祺妃著封為祺貴妃。玫妃著封為玫貴妃。璷嬪著封為璷妃。吉嬪著封為吉妃。禧嬪著封為禧妃。慶嬪著封為慶妃。
光緒三十四年（1908年）十一月十八日，宣統帝尊封為皇祖祺皇貴太妃。
皇貴妃冊文
乙亥，申嚴門禁。丁丑，尊封文宗祺貴妃為祺皇貴太妃，穆宗瑜貴妃為瑜皇貴妃，珣貴妃為珣皇貴妃，瑨妃為瑨貴妃，大行皇帝瑾妃為瑾貴妃。戊寅，停各省進方物。己卯，誥誡群臣，詔曰：“軍國政事，由監國攝政王裁定，為大行太皇太后懿旨。自朕以下，一體服從。嗣後王公百官，儻有觀望玩違，或越禮犯分，變更典章，淆亂國是，定即治以國法，庶無負大行太皇太后委寄之重，而慰天下臣民之望。”庚辰，頒大行皇帝遺詔。安慶兵變，剿定之。
宣統二年三月二十八日（1910年5月7日），祺皇貴太妃在景山东侧的临时殡宫吉安所內逝世，享年六十六歲；五月諡曰：端恪皇貴妃，五月十二日，金棺奉移暫安處。尊封典礼尚未举行便因病亡故。当时她的金册和金宝已造成，礼部官員便參考乾隆朝忻贵妃的先例，奏称应在褀皇贵太妃金棺前用綵亭陈设她的金册和金宝，至大上坟礼致祭日，将金册和金宝上交与广储司，绢册和绢宝于是日焚化。
宣統三年（1911年）九月二十一日，葬入地宮定陵妃園寢。端恪皇贵妃是咸豐帝所有后妃中最後去世者，亦是最後入葬定陵妃園寢者。
宣统皇帝曾为她制作一枚银玺，现藏天津博物馆。

## 延伸阅读
[在维基数据编辑]
 《清史稿/卷214》，出自趙爾巽《清史稿》